# إيزابيل رينو
إيزابيل رينو (بالفرنسية: Isabelle Renauld)‏ هي ممثلة فرنسية، ولدت في 24 نوفمبر 1966 في فرنسا.

## أعمال

### أفلام
- (1998) الأبدية ويوم واحد[3]
- (2003) السيد إبراهيم[4]

## وصلات خارجية
- إيزابيل رينو على موقع IMDb (الإنجليزية)
- إيزابيل رينو على موقع قاعدة بيانات الأفلام العربية
- إيزابيل رينو على موقع ألو سيني (الفرنسية)
- إيزابيل رينو على موقع أول موفي (الإنجليزية)
- إيزابيل رينو على موقع قاعدة بيانات الأفلام السويدية (السويدية)
- إيزابيل رينو على موقع قاعدة بيانات الفيلم (الإنجليزية)
- إيزابيل رينو على موقع كينوبويسك (الروسية)